# Haridatta

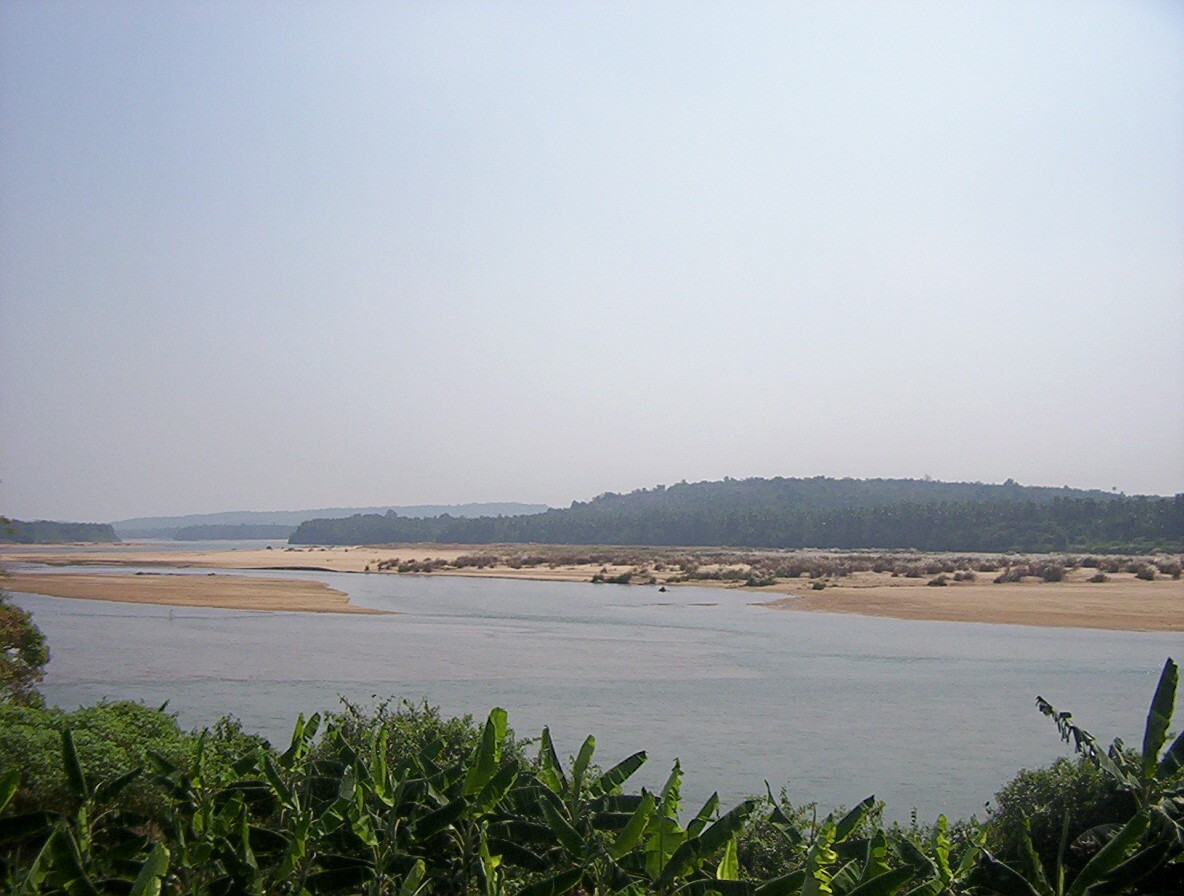
Bharathapuzha Fluss (Nila)

Haridatta war ein indischer Mathematiker und Astronom aus Kerala, der in der zweiten Hälfte des 7. Jahrhunderts lebte.
Ihm wird das Parahita-System astronomischer Berechnungen zugeschrieben, das in Kerala und im Nachbarstaat Tamil Nadu weit verbreitet war und das ältere klassische System von Aryabhata (in dessen Aryabhatiya) vereinfachte (daher der Name Parahita, der geeignet für jedermann bedeutete). Der Überlieferung nach stellten er und seine Kollegen ihr System 683 n. Chr. auf dem alle 12 Jahre stattfindenden Mamankam-Fest in Thirunnavaya am Fluss Bharathapuzha vor. 
Im Gegensatz zum umständlichen Zahlen-System von Aryabhata führte er ein einfacher zu handhabendes und zu lernendes System von Zahlennamen ein (katapayadi genannt). Außerdem verkürzte er den Berechnungszeitraum für astronomische Berechnungen (vor allem der Planeten) auf 576 Jahre, was auch die Größe der Zahlen, die manipuliert werden mussten, reduzierte. Für diese Umstellung gab er auch die entsprechenden Umrechnungsalgorithmen an.
Sie legten es in zwei Handschriften dar, von denen nur eine erhalten ist, die Grahacaranibandhana (von K. V. Sarma 1954 herausgegeben). Das andere Werk (Mahamarganibandhana) ist verloren.